# Ріка Лімниця з водоохоронною смугою вздовж берегів шириною 100 м
Рікá Лíмниця з водоохоро́нною сму́гою вздовж берегі́в завши́ршки 100 м — ландшафтний заказник місцевого значення в Україні. Розташований у Калуському районі Івано-Франківської області.
Площа 2064 га. Статус присвоєно 1979 року з метою збереження природного комплексу вздовж русла річки Лімниці, яка є цінним джерелом чистої питної води та такої, що має сприятливі умови для існування цінних промислових видів риб: марени, рибця та гірської форелі.
Згідно з положенням основними завданнями заказника є:
1. Збереження унікальної в рекреаційному та естетичному відношенні річки, а також цінного джерела чистої питної води.
2. Поширення екологічних знань.
3. Підтримка загального екологічного балансу в регіоні.

## Історія
Розпорядженням Ради Міністрів УРСР № 1164 від 31.08.1959 р. вздовж річки Лімниці було виділено захисні смуги завширшки 200-500 м загальною площею (2% площі лісгоспу), які належали до другої групи лісів.
Одним з перших документів, що підтверджують процес створення заказника, є рішення Калуської районної ради депутатів трудящих № 142 від 14.05.1976 року, яким остання просила виконком Івано-Франківської обласної ради трудящих про віднесення річки Лімниця до пам'яток природи місцевого значення.
Згідно з листом від 14.02.1991 року обласного комітету по охороні природи разом з асоціацією «Зелений світ» відповідальних за заказник голів райвиконкомів проінформовано про погіршення заповідного стану річки через безсистемну заготівлю гравію, вирубку прибережних дерев та влаштування стихійних смітників.
У 2007 році в рамках проекту Посольства Королівства Нідерландів в Україні громадська організація «Карпатські стежки» встановила вздовж русла річки, починаючи від гирла річки Молода 7 інформаційно-охоронних знаків (аншлагів). Станом на кінець 2017 р. залишилось 5: в с. Осмолода 2 (один знищено повінню 2007 р.), в ур. Різарня, в ур. Яла, в ур. Дарів, в ур. Щавник (знищено за невідомих обставин).
У 2017 р. ПП «Прикарпатський земельний центр» встановило охоронні знаки для заказника в межах Калуського району

## Відповідальні організації
Згідно з Положенням про заказник у редакції від 25.01.1988 року відповідальними за охорону органами зазначені Рожнятівський, Калуський та Галицький райвиконкоми. Згідно з охоронними зобов'язаннями № 524 від 20.06.2001 року землекористувачами зазначено Рожнятівську, а згідно з № 494 від 08.11.2000 року — Галицьку районну раду. З 9 серпня 2004 року землекористувачем земель заказника, що входили до віддання Галицької районної ради, передано до відання Галицького національного природного парку.
Згідно з п. 2 частини III Положення про заказник від 06.10.2004 року, а також відповідних охоронних зобов'язань, заказник утримується та охороняється за рахунок 12 сільських рад, по чиїх територіях протікає ріка (Берлогівська, Брошнівська, Вербівська, Вільхівська, Небилівська, Осмолодська, Перегінська селищна, Рівнянська, Сваричівська, Сливківська, Ясеновецька і Ясенська).

## Зміни території
В зв'язку із створенням Галицького НПП територія заказника, що розташована в межах Галицького району, перейшла до відання Галицького парку. Відповідно заказник існує в подальшому лише в межах Рожнятівського та Калуського районів.

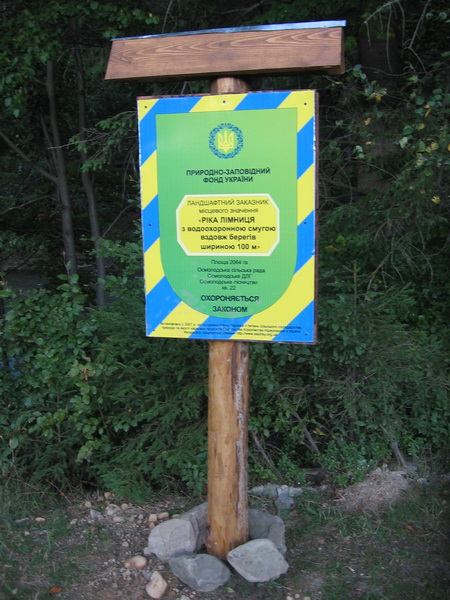
Інформаційно-охоронний знак неподалік с. Осмолода

## Поклики
1. ↑  Ріка Лімниця офіційно отримала межі - Галицький Кореспондент. Галицький Кореспондент (укр.). 12 вересня 2017. Процитовано 22 листопада 2017.
2. 1 2  Розпорядження Івано-Франківської ОДА від 15.07.1996 № 451